# Wilhelm Gemoll
Friedrich Wilhelm Carl Gemoll (* 21. November 1850 in Pyritz, Pommern; † 25. April 1934 in Liegnitz) war ein deutscher Gymnasialdirektor und Altphilologe, dessen Name vor allem durch sein Griechisch-Deutsches Schul- und Handwörterbuch bekannt ist.

## Leben
Wilhelm Gemoll legte 1869 das Abitur am Gymnasium seiner Heimatstadt Pyritz ab. Sein anschließendes Studium wurde für ein Jahr unterbrochen vom Militärdienst im Deutsch-Französischen Krieg von 1870/71 (als Reservist wurde er 1875 zum Sekondelieutenant befördert). Gemoll promovierte 1872 mit einer Arbeit über die Briefe des Plinius in Halle und legte 1873 die Prüfung für das höhere Lehramt ab. Nachdem er seine Ausbildung in einem Seminarjahr am Gymnasium seiner Heimatstadt Pyritz abgeschlossen hatte, war er ab 1874 Lehrer in verschiedenen Orten Niederschlesiens, zunächst für ein halbes Jahr am Gymnasium in Wohlau, von Oktober 1874 bis März 1881 am Städtischen Gymnasium in Ohlau. 1881 wurde Gemoll Rektor des Realprogymnasiums in Striegau, 1884 Direktor des Gymnasiums im oberschlesischen Kreuzburg. Schließlich ging er 1889 als Direktor an das städtische evangelische Gymnasium in Liegnitz. Nach einem Sportunfall kurz vor Weihnachten 1912 und einem Schlaganfall wenig später war Gemoll gehbehindert und ging 1913 in Pension.
Sein älterer Bruder war der 1847 geborene Altphilologe Albert Gemoll.

## Leistung
Gemoll ist heute vor allem als Autor des Altgriechisch-Deutsch-Wörterbuches Griechisch-Deutsches Schul- und Handwörterbuch bekannt, das erstmals 1908 erschien und momentan in der 10. Auflage als Neubearbeitung vorliegt (Herbst 2006). Es zählt zu den Standardwerken für den Altgriechischunterricht und umfasst den Sprachschatz der antiken Autoren Aischylos, Aristophanes, Aristoteles, Arrian, Bakchylides, Demosthenes, Euripides, Herodot, Hesiod, Homer, Isaios, Isokrates, Lukian, Lykurgos, Lysias, Pindar, Platon, Plutarch, Polybios, Sophokles, Thukydides, Theokrit, Timotheos, Xenophon und des Neuen Testaments. Daneben berücksichtigt es auch noch andere seltenere Quellen wie von Ulrich Wilcken bearbeitete Ostraka und Papyri, Theodor Pregers Inscriptiones Graecae metricae oder Wilhelm Dittenbergers Sylloge inscriptionum Graecarum.
Daneben beschäftigte sich Gemoll wissenschaftlich insbesondere mit Xenophon, den er in mehreren Editionen herausgab, aber auch mit lateinischen Schriftstellern wie Seneca oder Horaz und Handschriften in Liegnitz.

## Schriften
- De temporum ratione in Plinii epistularum IX. libris observata.  1872, OCLC 250762120 (Dissertation Universität Halle 1872, 34 Seiten, Digitalisat)
- Adnotationes criticae in L. Annaei Senecae Dialogos. Programm Ohlau 1877.
- Hygini Gromatici liber de munitionibus castrorum. Teubner, Leipzig 1879.
- Untersuchungen über die Quellen, den Verfasser und die Abfassungszeit der Geoponica. Calvary, Berlin 1883. Nachdruck 1972, 2003: Sändig Reprint Verlag, Vaduz 2003, ISBN 978-3-500-24630-7.
- Nepualii fragmentum peri ton kata antipatheian kai sympatheian et Democriti peri sympatheion kai antipatheion recensuit, adnotationes et prolegomena adiecit ... Programm Striegau 1884.
- Adnotationes criticae in L. Annaei Senecae epistulas morales. Programm Kreuzburg 1886.
- Beiträge zur Kritik und Erklärung von Xenophons Anabasis. Programm Kreuzburg 1888/1889.
- Kritische Bemerkungen zu lateinischen Schriftstellern. Programm Liegnitz 1890.
- mit Albert Gemoll: Kritische Blätter. Striegau 1890.
- Die Realien bei Horaz. 4 Bände. Gaertner, Berlin 1892–95.
- (Hrsg.): Xenophontis Expeditio Cyri. Editio maior. Teubner, Leipzig 1899. Neuausgabe 1909. Editio minor 1903.
- Die Handschriften der Petro-Paulinischen Kirchenbibliothek zu Liegnitz. Programm Liegnitz 1900.
- Bemerkungen zu Xenophons Anabasis. Programm Liegnitz 1906.
- Griechisch-deutsches Schul- und Handwörterbuch. Tempsky, Wien / Freytag, Leipzig 1908. (Digitalisat)
  - 5. Auflage, besorgt von Karl Vretska, München 1954.
  - 9., durchgesehene und erweiterte Auflage, durchgesehen und erweitert von Karl Vretska mit einer Einführung in die Sprachgeschichte von Heinz Kronasser. München/Wien 1979.
  - 10., völlig neu bearbeitete Auflage, bearbeitet und durchgesehen von Therese Aigner, Josef Bedrac, Renate Oswald, Jörg Schönbacher, Clemens Schuster, Rudolf Wachter, Franz Winter. Oldenbourg, München u. a. / öbv & hpt, Wien 2006, ISBN 3-486-00234-1 (Oldenbourg) / ISBN 978-3-209-05050-2 (öbv & hpt).
- Mitteilungen des Geschichts- und Altertums-Vereins zu Liegnitz. H. 3, 1909–1910, S. 301–304.
- Thomas Morus’ Utopia. In: Festschrift zum 600jährigen Jubiläum des Gymnasiums zu Liegnitz am 20. und 21. Oktober 1909. Seyffarth, Liegnitz 1910, S. 1–10.
- Xenophon: Anabasis. Textausgabe für den Schulgebrauch. 4. Auflage. Teubner, Leipzig 1910. 9. Auflage 1937.
- Zur Kritik und Erklärung von Xenophons Kyrupädie. Programm Liegnitz 1912. (Digitalisat)
- Xenophontis Institutio Cyri. Editio maior. Teubner, Leipzig 1912. Editio minor ebenda.
- Schulwörterbuch zu Xenophons Anabasis, Hellenika und Memorabilien. 2. Abdruck. Tempsky, Wien / Freytag, Leipzig 1920.
- Das Apophthegma. Literarhistorische Studie. Hölder-Pichler-Tempsky, Wien / Freytag, Leipzig 1924.